# Сахту Дене савет
Савет Сахту Дене је савет који представља народ Сахту са северозападних територија у Канади. Веће је 1993. године потписало свеобухватни споразум о потраживању земљишта са Владом Канаде, Свеобухватни споразум о потраживању земљишта Сахту Дене и Метис, за седам заједница Дене и Метис у региону Сахту. То је први такав споразум који укључује три члана Метиса (Тулита, Форт Гуд Хоп и Норман Велс) на северозападним територијама. Сахту секретаријат инкорпорејтед и разне одређене организације спроводе споразум и настављају текуће преговоре. Савет Сахту Дене представља четири већа индијанских племена.

## Чланови
- Бегаде Шотаготин (Тулита земљишна & финансијска корпорација) - Тулита
- Бехдзи Ахда прва нација (Ајони Књех земљишна корпорација) - Колвил Лејк
- Делин прва нација (Делин Гот'ин влада) - Делин
- К’сашо Го’тин Савет заједнице (Јамого земљишна корпорација) - Форт Гуд Хоуп